# Juravlîne, Stara Vîjivka
Juravlîne (în ucraineană Журавлине, poloneză Szajno) este o comună în raionul Stara Vîjivka, regiunea Volînia, Ucraina, formată numai din satul de reședință.

## Demografie
Componența lingvistică a satului Juravlîne
     Ucraineană (99,81%)
     Alte limbi (0,19%)
Conform recensământului din 2001, majoritatea populației satului Juravlîne era vorbitoare de ucraineană (99,81%), existând în minoritate și vorbitori de alte limbi.